# Horní Předměstí (Valašské Meziříčí)
Horní Předměstí (německy Obere Vorstadt) je bývalé předměstí ve Valašském Meziříčí ve Zlínském kraji. Pod názvem Valašské Meziříčí-Horní Předměstí se do roku 1974 také jednalo o samostatné katastrální území.

## Historie
Horní Předměstí vzniklo před hradbami Valašského Meziříčí, na levém břehu Rožnovské Bečvy, zatímco Dolní Předměstí se nacházelo na pravém břehu řeky a urbanisticky navazovalo na Krásno nad Bečvou. V první polovině 19. století bylo Horní Předměstí tvořeno zástavbou v dnešních ulicích Sokolské, včetně kostela Nejsvětější Trojice z 16. století, Králově, Nové, Vsetínské a Žerotínově. Do začátku 20. století se rozsah osídlení příliš nezměnil. Na tehdejším konci zástavby dnešní Vsetínské ulice byl počátkem 20. století vybudován ústav pro hluchoněmé. Ve 20. století začala rozsáhlá urbanizace katastru Horního Předměstí, v první polovině věku především rodinnými domky, ve druhé polovině století také sídlišti. Většina historického Horního Předměstí, konkrétně část Sokolské ulice kolem centra Valašského Meziříčí, ulice Králova a části Vsetínské a Žerotínovy ulice, byla v 70. letech 20. století zbořena  a nahrazena panelovými domy či silničním průtahem.
Samostatné katastrální území Valašské Meziříčí-Horní Předměstí bylo zrušeno v roce 1974 a jeho plocha byla přičleněna ke katastru Valašského Meziříčí.

## Pamětihodnosti
- kostel Nejsvětější Trojice
- ústav hluchoněmých z let 1909–1910
- stará hvězdárna z roku 1929
- městská hvězdárna

## Galerie

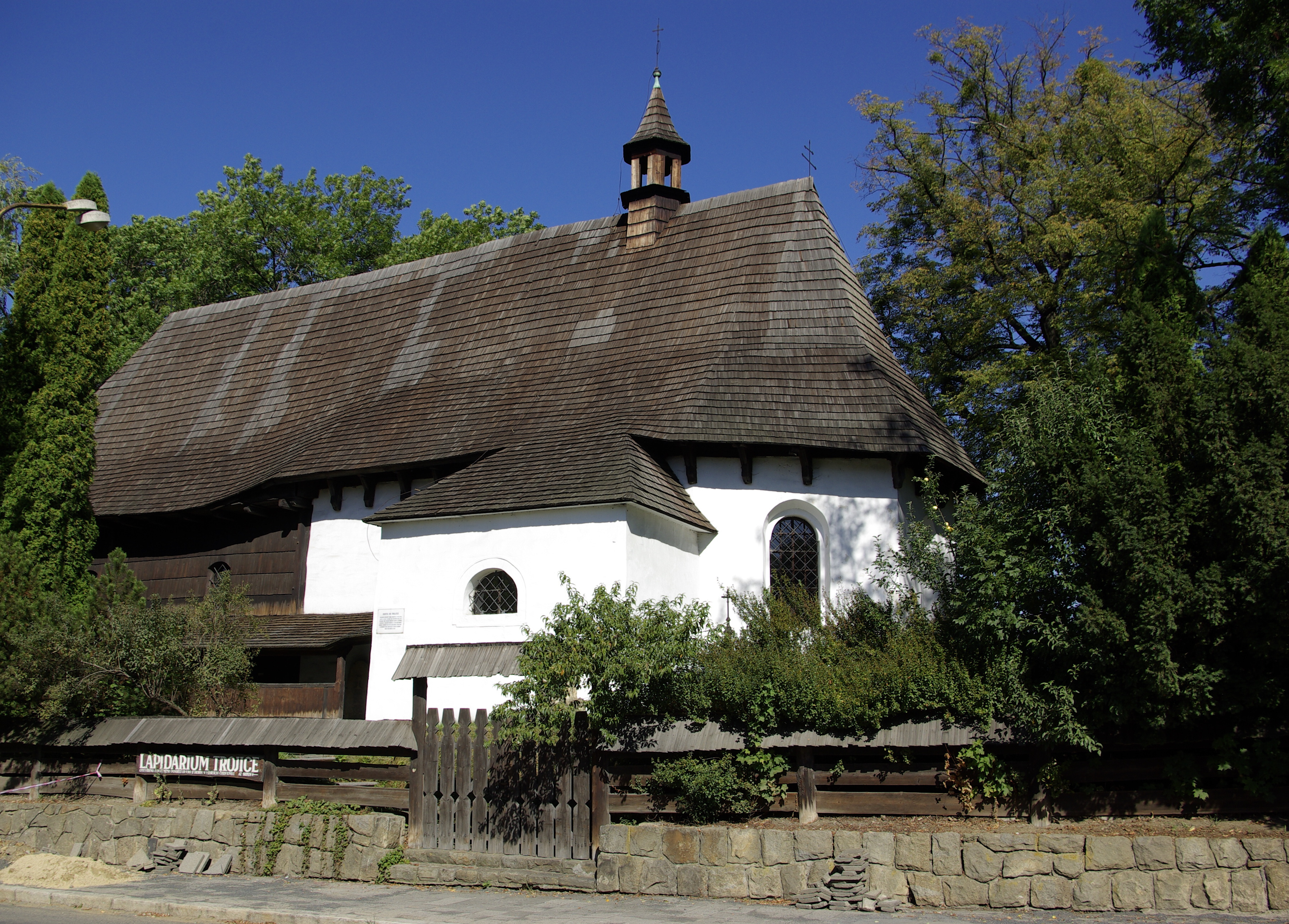
Kostel Nejsvětější Trojice
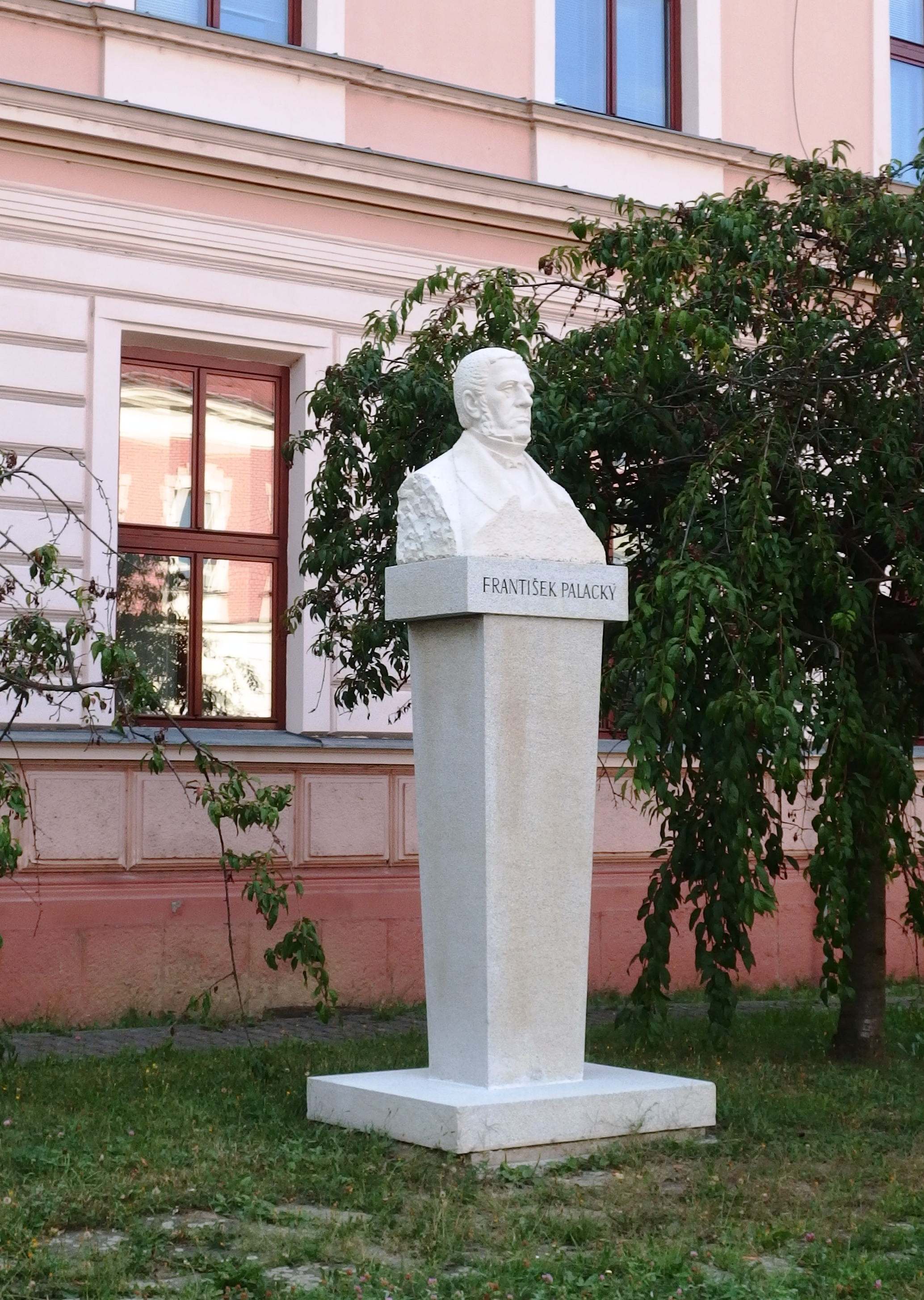
Pomník Františka Palackého u gymnázia v Sokolské ulici
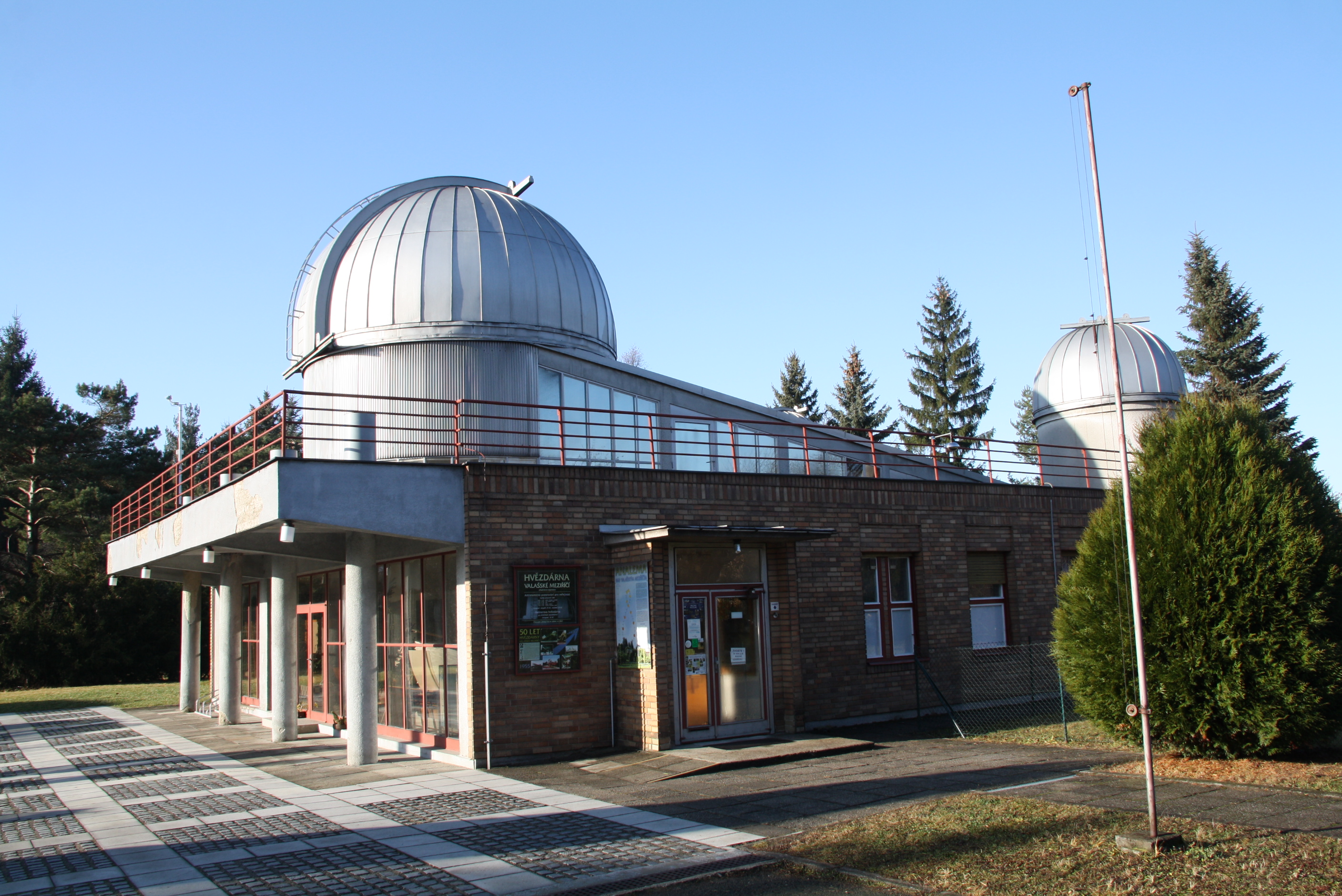
Hvězdárna
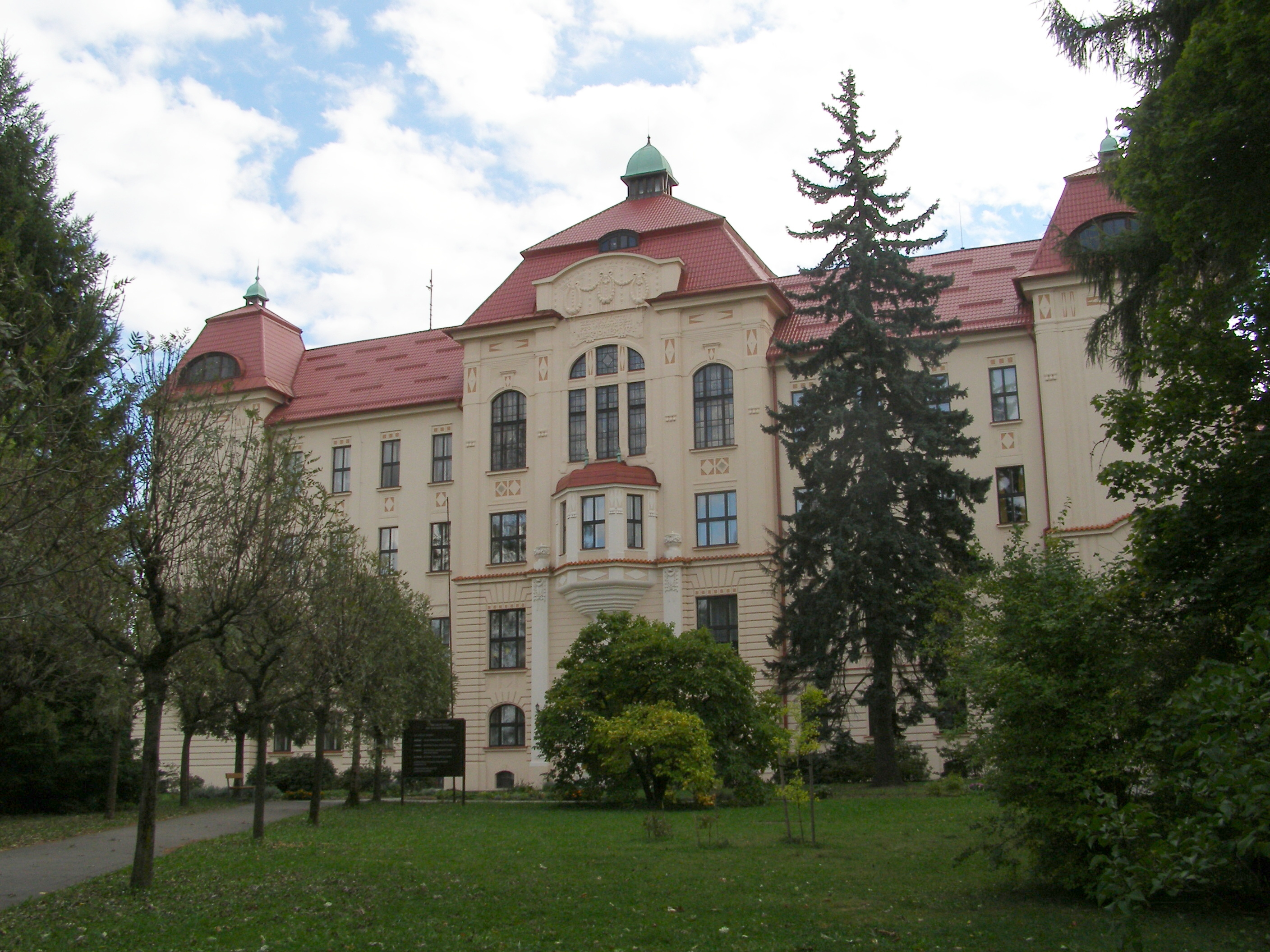
Ústav hluchoněmých